# Mihai Fifor

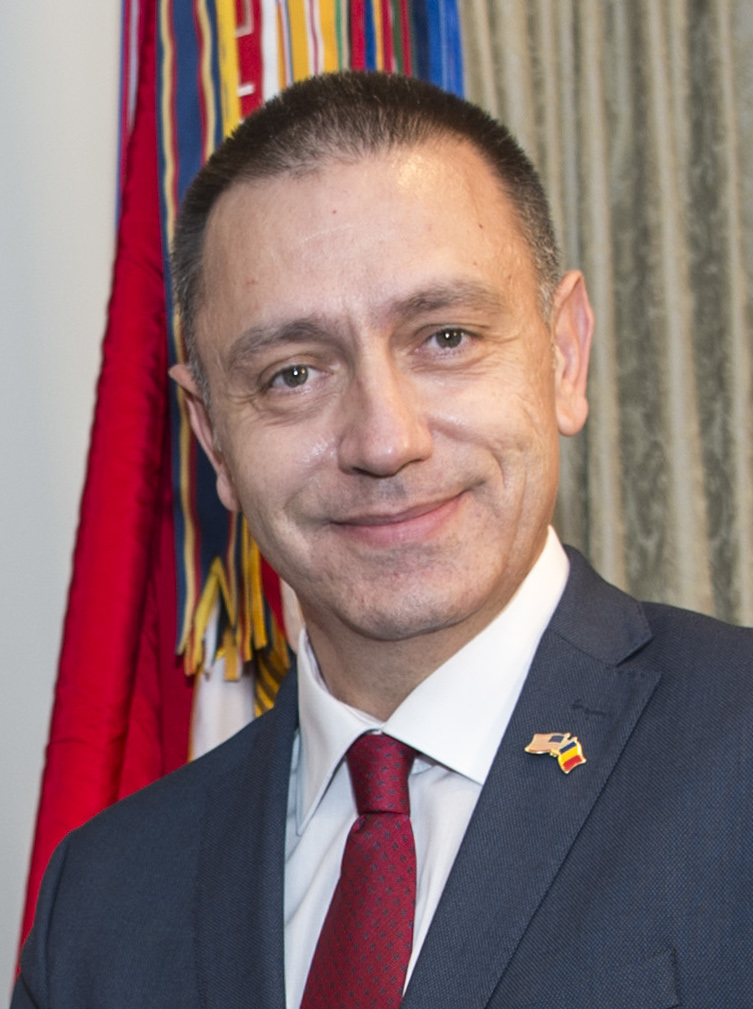
Mihai Fifor

Mihai-Viorel Fifor (* 10. Mai 1970 in Drobeta Turnu Severin) ist ein rumänischer Politiker (PSD). Er war von September 2017 bis November 2018 rumänischer Verteidigungsminister. Zudem war er vom 16. bis 29. Januar 2018 interimistischer Premierminister seines Landes. Seit Juni 2019 ist er Generalsekretär der PSD und seit Juli desselben Jahres Vizepremier.

## Leben
Fifor besuchte die Schule in seinem Geburtsort und studierte anschließend bis 1995 an der Universität Craiova rumänische Sprache und Literatur sowie Anglistik. Danach schlug er eine akademische Laufbahn am sozial- und humanwissenschaftlichen Institut der Academia Română in Craiova ein und promovierte im Jahr 2003 an derselben Universität im Fach Sozialanthropologie. In seiner Dissertation befasste er sich mit der rumänischsprachigen Volksgruppe der Walachen in der serbischen Timočka Krajina (Valea Timocului). Von 2001 bis 2005 war Fifor Direktor des Zentrums für Bewahrung und Förderung traditioneller Kultur des Kreises Dolj, anschließend bis 2012 Leiter des regionalkundlichen Museums der Kleinen Walachei (Muzeul Olteniei) in Craiova.
Von Januar bis Oktober 2009 und erneut von Mai bis Dezember 2012 war Fifor Staatssekretär im Innenministerium. 2012 wurde er in den rumänischen Senat gewählt. Er vertrat dort als Mitglied der PSD den Kreis Dolj und ab 2016 den Kreis Arad. 2015–16 war er Fraktionsvorsitzender der PSD im Senat, 2016–17 Vorsitzender des Geschäftsordnungsausschusses.
Im Kabinett Tudose wurde er am 29. Juni 2017 zunächst Wirtschaftsminister, am 12. September 2017 wechselte er an die Spitze des Verteidigungsministeriums. Nach dem Rücktritt von Mihai Tudose ernannte Präsident Klaus Iohannis den amtierenden Verteidigungsminister zum vorläufigen Regierungschef. Am 29. Januar 2018 wurde er von Viorica Dăncilă als neuer regulärer Regierungschefin abgelöst. Bis November 2018 war er erneut Verteidigungsminister im Kabinett Dăncilă. Am 29. Juni 2019 wurde er zum Generalsekretär der PSD gewählt. Seit 24. Juli ist Fifor stellvertretender Ministerpräsident im Kabinett Dăncilă mit Zuständigkeit für strategische Partnerschaften. Nach dem Rücktritt von Innenminister Nicolae Moga am 30. Juli 2019 wurde Fifor interimistisch mit dessen Amt betraut.